# Île Potemkine
Pour les articles homonymes, voir Potemkine.
L'île Potemkine (en ukrainien : Великий Потьомкінський острів, « grande île Potemkine ») se trouve au milieu du delta du Dniepr, dans le raïon de Kherson.

## Géographie
L'île est un banc de sable de 2,5 km2 dans le Parc national du Dniepr inférieur.

## Histoire
Elle joue un rôle important dés l'utilisation de la route commerciale des Varègues aux Grecs. 